# 4-HO-DBT
4-Гидрокси-N,N-дибутилтриптамин (4-HO-DBT) является психоделиком, принадлежащим к семейству триптаминов. Он находится либо в виде кристаллической гидрохлоридной соли, либо в виде маслянистого или кристаллического основания. 4-HO-DBT впервые синтезировал химик Александр Шульгин и описал в своей книге TiHKAL. Шульгин сообщил о неактивной дозировке в 20 мг перорально. Однако это вещество впоследствии было продано как «химическое вещество для исследования», а анонимные сообщения показывают, что в более высоких дозах 4-HO-DBT является активным галлюциногеном, хотя и несколько слабее других подобных триптаминовых производных.